# Agence de mannequins
Une agence de mannequins est une entreprise qui représente des modèles prêtant leur physique pour la promotion des collections de l'industrie de la mode. Ces agences tirent leurs revenus de commissions sur les contrats obtenus par les mannequins affiliés à leur enseigne.

## Présentation
Les meilleures agences fonctionnent en lien direct avec les magazines de mode, les grandes agences de publicité, et les maisons de haute couture en France et de prêt à porter dans le monde. Afin de favoriser leur notoriété et de satisfaire à leur réputation, elles font office de découvreur de « physiques exceptionnels », elles forment les modèles, s'occupent de leur faire réaliser des bouts d'essai, leur constituent des portfolios. En présentant leurs travaux aux stylistes, photographes et publicitaires, elles se chargent de leur trouver des contrats et négocient les cachets jusqu'à faire de certains de leurs modèles de véritables stars. Elles peuvent également gérer et organiser le planning, les transports, le logement de leurs mannequins, il s'agit de coordonner tous les détails afin que le modèle puisse se concentrer uniquement sur la qualité de sa représentation.
Les plus grandes agences, représentant les top models, satisfont à certains critères :
1. L'agence est située dans une capitale majeure de la mode à proximité des grandes maisons de couture et donc des contrats les plus prestigieux et les plus lucratifs. Ces villes incluent : New York, Milan, Paris ou Londres.
2. L'agence fournit régulièrement à certains de ses modèles des contrats avec les plus grandes marques.
3. L'agence est reconnue et respectée dans l'industrie de la mode au niveau international.

## Historique
La première agence de mannequin, ou ce qui y ressemble, apparait en 1923. Fondée par John Robert Powers, il se charge pour Bergdorf Goodman de recruter des employées à la fois vendeuse, étalagiste et sachant défiler pour présenter un vêtement : le terme de « model » (mannequin) n'est pas utilisé. John Robert Powers reste donc crédité historiquement comme « l'inventeur » du mannequinat. Quelques années plus tard, c'est à Londres qu'apparait l'établissement de Lucie Clayton (en), plus « école » que « agence ». Lors de la décennie suivante, ces écoles de mannequinat se développent aux États-Unis (Candy Jones ouvre dans les années 1940 la Candy Jones Career Girls School à New York sur les pas de celle de son premier mari, le Tsar de la mode de l'époque Harry Conover et sa Conover Career Girl School) et en Europe.
Eileen Ford est considérée comme l'origine de l'agence de mannequin moderne. Après la Guerre, les premières agences sont fondées aux États-Unis ; elles n'existent alors pas en France : dans l'hexagone, tenir une agence de mannequins reste assimilé à du proxénétisme. Les mannequins prennent leur rendez vous seuls et se font payer directement. L'américaine Dorian Leigh, qui fonde fin 1957 à Paris sa propre agence à la fin de sa carrière, a maintes déboires avec la justice : « descentes de police, visite d'inspecteurs du travail et de contrôleurs des impôts ». Elle est accusée « d'être un bureau de placement clandestin » explique-t-elle. Menacée de peines de prison et d'amendes, en 1959 elle emmène l'affaire devant les tribunaux, aidée du jeune Robert Badinter alors avocat du patron de presse Jean Prouvost. Soutenue par de puissants magazines, Dorian Leigh gagne, démontrant que ce métier était une nouvelle forme de travail, de plus indispensable à la couture parisienne ; le jugement donne une définition juridique du métier et fait jurisprudence.
Entre-temps, Dorian Leigh s'est associée aux Ford : charge à elle de trouver des mannequins européens pour les envoyer aux États-Unis, tandis que les Ford feront venir les américaines à Paris : il est ainsi mis au point « les fondements du modeling moderne » fait d'échanges.

### Agences anciennes ou actuelles
De nos jours, il y a une centaine d'agences dans le monde mais seules quelques-unes se distinguent. La sélection reste sévère : environ 2 % des candidates sont embauchées, mais peu rencontreront une notoriété publiques et mondiale et moins encore connaitront une carrière de plusieurs décennies. Certains mannequins sont recrutés par un « scout », personne chargée de prospecter pour des candidates suivant certains critères parfois subjectifs.
Liste des agences ayant un article sur Wikipédia : 
(articles en français)
- Marilyn Agency - Paris, New York
- Catherine Harlé
- DNA Model Management - New York
- Elite Model Management - Paris, New York, Milan
- Ford Models - New York, Paris
- IMG Models - New York, Paris, London, Milan, Sydney
- Madison Models - Paris, New York
- Metropolitan models - Paris
- NEXT Model Management - New York, Paris, Londres, Milan, Los Angeles, Miami
- Storm Model Management - Londres
- Wilhelmina Models - New York, Los Angeles, Miami
- Women Management - New York, Paris, Milan

(articles en anglais ou italien)
- 2pm Model Management (it) - Copenhague
- Chic Management (it) - Sydney
- Conover Model Agency - New York. Agence d'Harry Conover (en) (1911-1965)
- Munich Models (en) - Munich
- Select Model Management (en) - Londres
- Silent Models (en) - New York
- The Society Management (en) - New York
- VIVA Model Management (en) - Paris, Londres
- Why Not Model Agency (en) - Milan